# シンコウシングラー事件
シンコウシングラー事件（シンコウシングラーじけん）とは、1999年に中央競馬で発生した日本中央競馬会競馬施行規程違反にまつわる出来事である。

## 概要
1999年5月16日、東京競馬場で行われた緑風ステークスに出走したシンコウシングラーは2位に入線したが、レース後に負担重量の検量を行った際、レース前の検量時と比較して1.7キログラムの不足があったことにより、失格となった。

## 原因
シンコウシングラーに騎乗した騎手の柴田善臣が負担重量を調節するために用意していた、2キログラムのゴム製パッドが鞍に装着されていなかったことが重量不足の原因であった。柴田がレース前の検量後に鞍を検量室内に置いた際、パッドのほかゼッケンや腹帯といった装具の順番を正しく並べておかず、それをシンコウシングラーの管理調教師である栗田博憲が装鞍するために検量室外へ運び出すにあたり、並べなおした際に、パッドを置き忘れたのではないかと推定された。

## 主催者の対応
レース前とレース後の負担重量の差が（日本中央競馬会競馬施行規程で）定められている1キログラムの範囲を超えていたことから、中央競馬の主催者である日本中央競馬会 (JRA) はシンコウシングラーを失格とした。シンコウシングラーに関連する13億円あまりの勝馬投票券は不的中として扱われ、返還はされなかった。日本中央競馬会は競馬法に照らし、返還規定には当てはまらないとの見解を示している。外部に向けた謝罪などはなかったという。
日本中央競馬会はレースの翌日に裁決委員会を開き、柴田善臣と栗田博憲の双方に落ち度があったと認め、柴田には20万円、栗田には上限額となる50万円の過怠金を科した。なお、この案件は調教師と騎手との問題と判断されたため、検量室を管轄する職員（検量委員）は責任を問われなかった。
再発防止策としては検量の回数が増やされ、装鞍所において鞍の検量を行うこととなり、1999年7月17日から実施に移された。

## 外部の見解
シンコウシングラーの失格にともなう勝馬投票券の扱いについて、スポーツライターの阿部珠樹と放送作家の北野義則はともに不良品を販売した企業や商店を例にとり、日本中央競馬会のファン対応に疑問を呈している。阿部は極論と前置きしたうえでレース自体を不成立とみなして、北野は阪神競馬場誤審事件のときと同様に道義的責任をもって、それぞれ返還対応すべきだったとしている。